# ExtendedancEPlay
ExtendedancEPlay — перший мініальбом англійської групи Dire Straits, який був випущений 10 січня 1983 року.

## Композиції
| #     | Назва                                                     | Тривалість |
| ----- | --------------------------------------------------------- | ---------- |
| 1.    | «Twisting by the Pool»                                    | 3:28       |
| 2.    | «Badges, Posters, Stickers, T-Shirts» (U.S. version only) | 4:54       |
| 3.    | «Two Young Lovers»                                        | 3:22       |
| 4.    | «If I Had You»                                            | 4:16       |
| 15:52 |                                                           |            |

## Учасники запису
- Марк Нопфлер — гітара, вокал
- Джон Їлслі — бас-гітара
- Алан Кларк — клавіші
- Пік Візерс — ударні
- Гел Ліндз — гітара
- Террі Вільямс — ударні

## Чарти
| Чарт (1983)       | Найвища позиція |
| ----------------- | --------------- |
| США Billboard 200 | 53              |